# 濱野美奈子
濱野 美奈子（はまの みなこ、1969年6月28日 - ）は、主にゲームミュージックを手掛ける日本の作曲家。任天堂企画開発本部企画開発部所属。京都府生まれ。
主に山本健誌らとのメトロイドシリーズや脳トレシリーズなどの作曲を手掛ける。

## 作品
- ゼルダの伝説 夢をみる島（石川こずえ・戸高一生と共同）
- スーパーメトロイド（山本健誌と共同）
  - メトロイドフュージョン（藤原玲と共同）
  - メトロイド ゼロミッション（山本健誌と共同）
  - メトロイドプライム3 コラプション（山本健誌・田島賢と共同）
  - メトロイド サムスリターンズ（サウンドコーディネーション）
- スヌーピーコンサート（田中宏和と共同 三井不動産から発売、任天堂が開発を担当）
- ギャラクティックピンボール（サウンドアシスタント）
- ポケットカメラ（田中宏和・西村健太郎と共同）
- ポケモンでパネポン（泉田大志と共同）
- モバイルゴルフ（BGMプログラミング）
  - マリオカートアドバンス（西牧賢一・松永政信と共同）
  - マリオテニス ウルトラスマッシュ（サウンド監修）
  - ミニマリオ & フレンズ amiiboチャレンジ（音楽監修）
- ワリオワールド（半沢紀夫と共同）
  - ワリオランドシェイク（冨田朋也と共同）
- 大合奏!バンドブラザーズ（中塚章人・田島賢・須戸敏之と共同）
- 脳を鍛える大人のDSトレーニング（中塚章人と共同）
  - もっと脳を鍛える大人のDSトレーニング
  - ちょっと脳を鍛える大人のDSiトレーニング（永田しのぶらと共同）
  - ものすごく脳を鍛える5分間の鬼トレーニング（後田信二・永田しのぶらと共同）
- テトリスDS（藤原玲と共同）
- 大乱闘スマッシュブラザーズX（一部の曲の編曲）
- 日本経済新聞社監修 知らないままでは損をする「モノやお金のしくみ」DS
- ドンキーコング リターンズ（山本健誌・田島賢・後田信二・松岡大祐と共同）
  - ドンキーコング トロピカルフリーズ（デビッド・ワイズ・山本健誌・松岡大祐・後田信二・田村理遊と共同）
- ひらり 桜侍（特別協力）
- 幻影異聞録♯FE（サウンドサポート）
- Hey! ピクミン（サウンド進捗管理）